# マック (象)

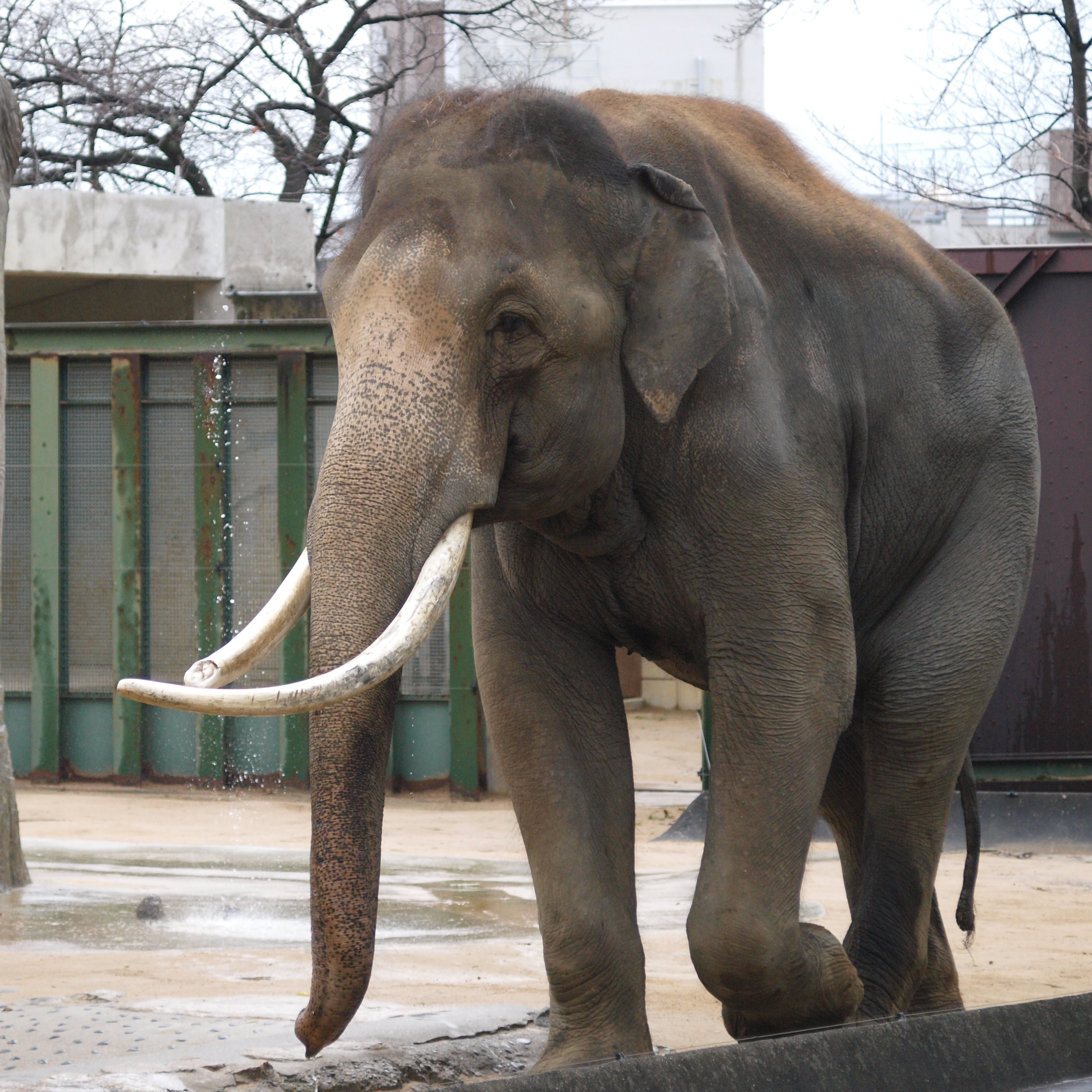
2013年12月13日(金) 撮影

マック (1992年6月13日 - ) は神戸市立王子動物園で飼育されているオスのアジアゾウである。2014年現在、体高3.5m 体重5tと国内最大級のアジアゾウである。

## 略歴
スイスのキンダーガーデン動物園で1992年6月13日に誕生した。父親のマキシ(Maxi)はヨーロッパ最大級の個体で、12頭の子がいる。
1995年に神戸市立王子動物園への移動が決定し、多くの人に見送られスイスを出発、3月24日に空路で日本の関西国際空港に到着した。
スイスにいた頃の名前は「ボーイ」だったが、王子動物園に来園後、日本名として父マキシにちなんで「マック」と命名された。
マックは3歳ながらも立派な牙を持ち、体高は2mもあった。
1年後の1996年にラトビアから来園したズゼとの仲は当初から良好で、これまでに四子を授かった。だが第1子は死産、第2子モモと第3子オウジは人工保育で育つも骨折が原因で死亡しており、生存しているのは第4子となる次男・結希のみである。
2013年には姫路市立動物園の2代目姫子、2018年には宮崎市フェニックス自然動物園のみどりとのペアリングも試みられたが、いずれも繁殖には至らなかった。
2013年1月26日、アジアゾウでは国内最大だった愛媛県立とべ動物園の太郎が死亡し、体高約3.5m、体重約5tのマックが国内最大級のアジアゾウとなった。
優しく繊細、かつ甘えん坊な性格。時折「キュン」と、可愛らしく短い声で鳴く。ズゼが1年2ヶ月、結希の出産の為に不在だった間、そのショックから食欲が落ち、食事量が減少した事もあった。半面、飼育員が現在も幼名「ボーイ」と呼ぶなど、やんちゃな面も残されている。